# Juan Martínez de Contreras

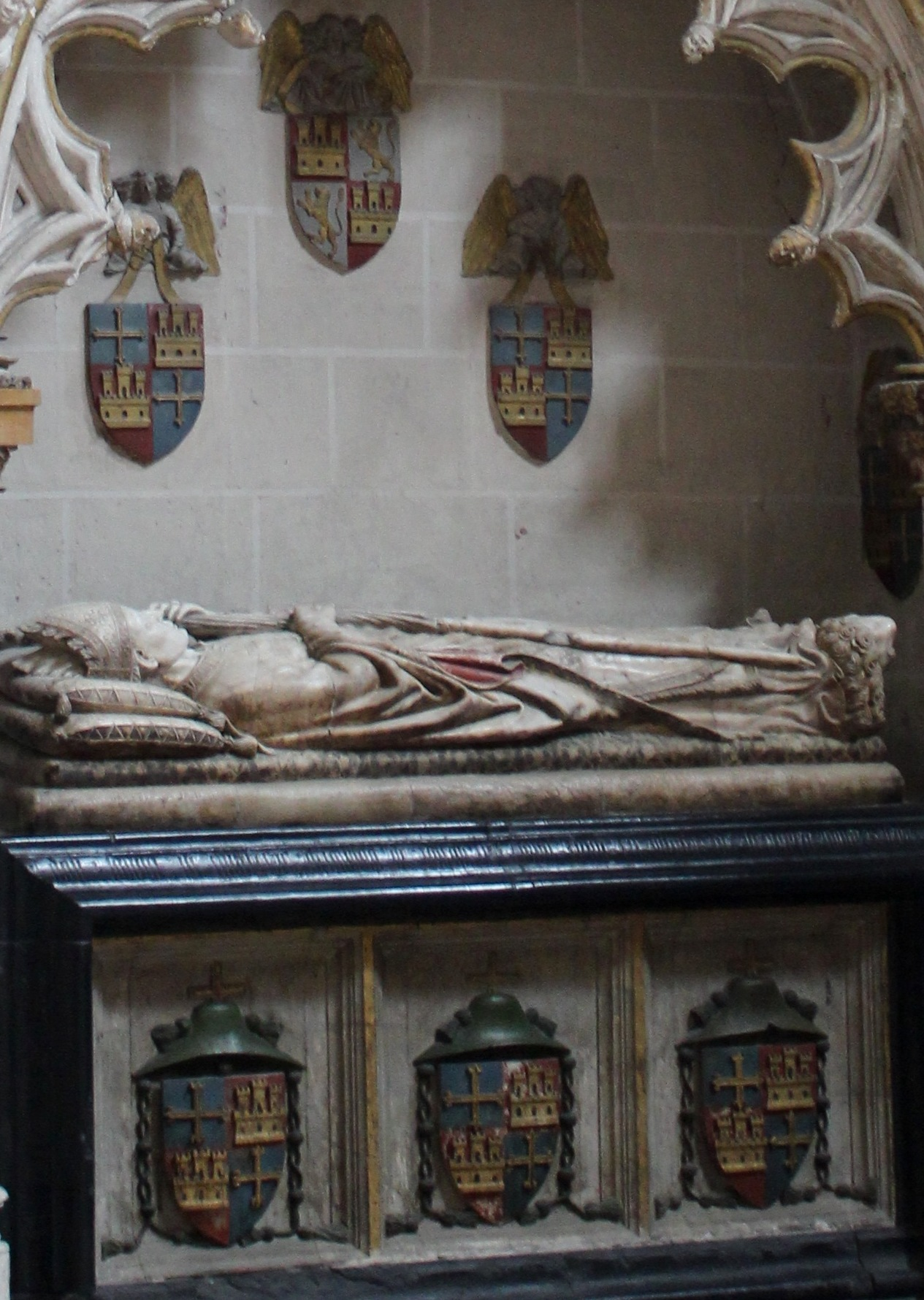
Sepulcro de Juan Martínez de Contreras en la capilla de san Ildefonso de la catedral de Toledo.

Juan Martínez Contreras (Riaza, ¿?-Alcalá de Henares, 16 de septiembre de 1434) fue un abogado y eclesiástico español, que ocupó la archidiócesis de Toledo desde 1423 hasta su muerte.

## Biografía
Era natural de Riaza, se estima que su padre era un hidalgo rural (Alvar de Rodas Contreras, Señor de Roa y sus casas) y por parte de madre (María Carrillo y Ajofrín) descendía de la familia Suárez de Toledo, señores de Ajofrín. Tras estudiar derecho, fue criado del arzobispo Pedro de Luna. El 22 de junio de 1423 fue confirmado arzobispo de Toledo por Martín V, después de haber sido elegido por el cabildo a instancias de Juan II de Castilla.
Asistió al Concilio de Siena (que originalmente había sido convocado en Pavía), en el que tuvo una destacada participación como presidente de la nación hispana. Entre sus muchas obras como arzobispo se cuentan mejoras al Santuario de Guadalupe y a la torre de la Catedral de Toledo, levantó parte del Palacio Arzobispal de Alcalá de Henares, favoreció a la villa de Talavera de la Reina y a la de Lillo, es entre otras. Falleció en el Palacio arzobispal de Alcalá de Henares el 16 de septiembre de 1434.
A su muerte legó su patrimonio al cabildo, salvo una dote que destinó a su sobrina María de Contreras, con la que se financió la construcción del castillo de Hinojosa de la Sierra. Su sucesor, Juan de Cerezuela, pleiteó con el cabildo para conseguir recuperar parte del legado, alegando que se necesitaba para reparar ciertas fortalezas de la sede que Martínez Contreras había descuidado.
Se encuentra enterrado en la capilla de San Ildefonso de la Catedral de Toledo, en un sepulcro excavado en el muro izquierdo que lleva su estatua yacente. En su escudo de arzobispo tiene las armas de Carrillo y Ajofrín; escudo cuartelado: 1º y 4º, de azur, con una cruz floreteada de oro; y 2º y 3º, de gules, con un castillo de oro.
| Predecesor: Sancho de Rojas | Arzobispo de Toledo 1423-1434 | Sucesor: Juan de Cerezuela |